# Walter Röhrig
Pour les articles homonymes, voir Röhrig (homonymie).

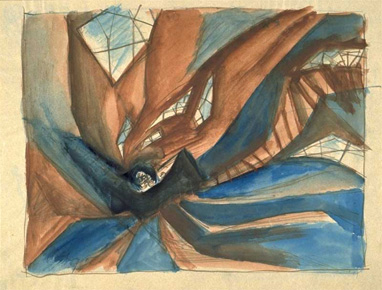
Le Cabinet du docteur Caligari, 1919.

Walter Röhrig, né le 13 avril 1887 à Berlin et mort le 6 décembre 1945  à Caputh) est un peintre allemand de la première moitié du XXe siècle, qui fut aussi décorateur de théâtre et chef décorateur de cinéma.

## Biographie
Décorateur de théâtre à Zurich, Walter Röhrig se lance dans le cinéma en 1918, faisant équipe avec Hermann Warm et Walter Reimann, en particulier pour le fameux Le Cabinet du docteur Caligari (Robert Wiene, 1919 et La Peste à Florence (Otto Rippert, 1919), et avec Rochus Gliese et Hans Poelzig pour Le Golem (Paul Wegener et Carl Boese, 1920).
Il travaille également avec Robert Herlth sur quelques grands classiques de l’expressionnisme : Les Trois Lumières (Fritz Lang, 1921), Le Trésor (Georg Wilhelm Pabst, 1923), Le Dernier des hommes (Friedrich Wilhelm Murnau, 1924),  Tartuffe (Friedrich Wilhelm Murnau, 1926) puis sur  Le congrès s'amuse (Erik Charell, 1931) et La Guerre des valses (Ludwig Berger, 1933).
Sous le Troisième Reich, il signe, désormais seul, les décors de plusieurs films légers (Capriccio, Karl Ritter, 1938) ou ambitieux (Rembrandt, Hans Steinhoff, 1942).
Autres films auxquels il a participé : Luther – Ein Film der deutschen Reformation de Hans Kyser.